# VV TFS
TFS (Troch Freonskip Sterk, Fries voor Door Vriendschap Sterk) is een op 14 augustus 1949 opgerichte amateurvoetbalvereniging uit Drachtstercompagnie, Friesland, Nederland. De thuiswedstrijden worden op "'t Trefpunt" gespeeld.
Sinds het jaar 1928 bestond er ook al een voetbalclub in Drachtstercompagnie. De club werd opgericht onder de naam "DVS" (Door Vriendschap Sterk). Na één seizoen werd de naam van de voetbalclub al snel veranderd naar "TFS" (Troch Freonskip Sterk, Fries voor Door Vriendschap Sterk). De club werd opgeheven in het jaar 1943 door de tweede oorlog, maar men bleef voetballen in Drachtstercompagnie en in het jaar 1949 werd de voetbalclub door de mensen heropgericht.
In het seizoen 2021/22 komt de club uit met een standaardelftal in de Vijfde klasse zaterdag van het KNVB-district Noord. Tussen het seizoen 2014/15 tot en met 2016/17 speelde het eerste team in de reserve klasse zaterdag.
Tot en met het seizoen 2009-2010 speelde TFS ook met een eerste team in de standaard klasse zondag. Deze is opgeheven vanwege een terugloop op de zondag's afdeling.
De jeugd speelde van 2012/13-2016/17 samen met die van SV Houtigehage onder de naam SJO SVH/TFS in competitieverband.

## Competitievoetbal
Zondagvoetbal
Sinds de oprichting in 1949 tot 2010 had VV TFS continue een zondagelftal. Bij de club werd in de eerste decennia volop ingezet op de zondagafdeling. Het standaardelftal behaalde meerdere successen in het amateurvoetbal.
De club wordt bij de oprichting in 1949 ingedeeld in de 3e Klasse FVB. In het jaar 1951 wordt de club kampioen en promoveert naar de 2e Klasse FVB. In het jaar 1958 is er weer een kampioenschap en volgt promotie naar de 1e Klasse FVB. In 1960 promoveert de club naar de 4e Klasse KNVB, maar een jaar later degradeert de club weer naar de 1e Klasse FVB. In het jaar 1963 wordt de club weer kampioen en bereikt daarmee opnieuw de 4e Klasse KNVB. TFS hield het vier jaar vol in de 4e klasse KNVB. De club behaalt in 1969 weer het kampioenschap in 1 klasse FVB, maar het vlaggenschip van 1969/70 wordt laatste en degradeert zodoende alweer naar 1e Klasse FVB. in het jaar 1972 worden ze kampioen in de 1 Klasse FVB en speelt van het seizoen 1972/73 tot 1977 in de 4e Klasse KNVB. In dat jaar wordt de club kampioen en bereikt het zelfs de 3e Klasse KNVB. 
Dit niveau is te hoog voor de club want na één seizoen volgt degradatie naar de 4e Klasse KNVB en in 1983 naar de 1e Klasse FVB. Twee jaar later wordt de club weer kampioen en keert daarmee terug in de 4e Klasse KNVB. In 1987 volgt weer degradatie om een haar later weer terug te keren in de 4e Klasse. Twee jaar later degradeert de club naar de Hoofdklasse FVB, om in 1992 weer terug te keren in de 4e Klasse KNVB. In 1994/95 degradeerde TFS weer naar de Hoofdklasse FVB en sinds het seizoen 1996/97 wordt de club ingedeeld in de 5e Klasse KNVB door de grote reorganisatie binnen de KNVB. Jaren schommelt de club tussen de 5e en 6e klasse KNVB.
In het seizoen 2009-2010 werd het besluit genomen om op zondag niet door te gaan met een standaardelftal en de toekomst te leggen op het zaterdagvoetbal. Dit kwam door een terugloop van leden bij de zondagafdeling. De meeste leden hadden hun voorkeur uitgesproken om door te gaan met een standaardelftal op zaterdag.
Zaterdagvoetbal
Sinds 1977 speelt vv TFS ook met een standaardelftal op zaterdag. De club speelt jarenlang in de 2e Klasse FVB tot het jaar 1993 de club wordt kampioen in dat jaar en promoveert naar het de 1e Klasse FVB. Het voetbal in de 1e Klasse FVB duurde maar twee jaar toen het weer degradeerde naar de 2e Klasse FVB. Sinds de grote reorganisatie bij de KNVB in 1996 speelt de club in de 6e klasse KNVB. De club degradeerde één keer in het jaar 1999, maar dwong in het seizoen daarop in 2000 al snel promotie af.
Tot aan het seizoen 2013/2014 komt de club uit met een standaardelftal in de 5e Klasse KNVB zaterdag. Aan het einde van het seizoen werd door het bestuur en de leden besloten om het seizoen daar op (2014/2015) alleen nog op recreatief niveau te spelen.
In het seizoen 2014/2015 komt de club uit in de Reserve 5e Klasse KNVB zaterdag. De club grijpt net naast het kampioenschap.
Het seizoen van 2015/2016 was een turbulent seizoen voor de voetbalvereniging, de club leek te onder te gaan aan een te kort aan leden. Halverwege het seizoen is er een nieuw bestuur gevormd die er voor hebben gezorgd dat de wind weer naar voren waait. In het voorjaar van 2016 berichtte TFS dat ze volop bezig zijn met de toekomst van de club. Omdat er volgend seizoen waarschijnlijk geen seniorenteam meer is rijst de vraag: “Is er nog een toekomst voor de vv TFS?”, Hierop werden door vergadering de koppen bijeen gezet en ging de voetbalclub weer in leven. In het seizoen 2016/2017 komt de club weliswaar nog uit in de Reserve 6e Klasse KNVB zaterdag, maar sinds het seizoen 2017/2018 speelt TFS weer standaardvoetbal in de 5e klasse KNVB zaterdag. De club werd laatste maar desondanks is het allemaal positief en is er niemand negatief. Deze wederopstanding is deels te danken aan het toen de tijd en nog steeds zittende voorzitter en de enthousiaste leden die ervoor gezorgd hebben dat TFS weer over minimaal 2 heren senioren elftallen beschikt, een dameselftal en vanaf het seizoen 2020/21 zelfs weer over 3 heren elftallen.
In het seizoen 2021/2022 komt het standaardelftal mannen uit in de 5e Klasse KNVB zaterdag. 
De vrouwen spelen in het seizoen 2021/2022 in samenwerking met vv Drachten in de 4e klasse KNVB zaterdag.
Sportcomplex
Eind 1982 - begin 1983 werd de huidige sport accommodatie gebouwd. De gymzaal werd gebouwd door bouwbedrijf v.d. Zee uit Drachtstercompagnie. De kleedgelegenheid, het ballenhok en de kantine werden grotendeels door vrijwilligers van T.F.S. gebouwd. Op 11 juni 1983 werd de nieuwe accommodatie geopend door Mevr. Jantsje v.d. Heide.
Op 5 januari jl. ging de gemeenteraad unaniem akkoord met de wijziging van het bestaande bestemmingsplan voor de bouw van het nieuwe MFC. Het centrum zal komen op het huidige korfbalveld. Het gaat onderdak bieden aan basisschool SWS de Frissel, de zaalsporters, de sportverenigingen en de gebruikers van “It Gebouke”. Ook zal de toegangsweg en het parkeerterrein opnieuw worden ingericht. Voor de voetbalvereniging is het nieuwe MFC een zeer mooie ontwikkeling. Er komt een kantine met het uitzicht op het hoofdveld en kunstgrasveld. Ook zal er een overkapping komen zodat de mensen buiten droog kunnen staan/zitten.
Erelijst zondags
kampioen in de Vierde klasse: 1977
Kampioen in de FVB Hoofdklasse: 1992, 1995, 1988
Kampioen in de FVB 1e klasse: 1963, 1972, 1967, 1985
Kampioen in de FVB 2e klasse: 1958
Kampioen in de FVB 3e klasse: 1951
Erelijst zaterdag's
Kampioen in de FVB 2e klasse: 1993

## Competitieresultaten zaterdag afdeling 1978–2018
N.B. Betreft resultaten standaardelftal zaterdag afdeling.
| 10 2C |

| 11 2C |

| 11 2C |

| 10 2C |

| 12 2C |

|  |

|  |

|  |

|  |

| 9 2C |

| 4 2C |

| 11 2C |

| 6 2C |

| 5 2C |

| 3 2B |

| 1 2B |

| 9 1B |

| 12 1B |

| 12 2B |

| 12 6C |

| 10 6F |

| 9 6C |

| 3 7B |

| 8 6C |

| 10 6C |

| 10 6C |

| 9 6C |

| 11 6C |

| 12 6C |

| 11 6C |

| 9 6C |

| 11 6C |

| 10 6B |

| 10 5C |

| 11 5C |

| 10 5C |

| 13 5C |

|  |

|  |

|  |

| 14 5B |

| Vijfde klasse     | Zesde klasse      | Zevende klasse |
| Eerste klasse FVB | Tweede klasse FVB |                |

## Competitieresultaten zondag afdeling 1952–2010[1]
N.B. Betreft resultaten standaardelftal zondag afdeling.
| 3 |

| 5 |

|  |

|  |

| 2 |

| 1 |

| 5 |

| 2 |

| 10 |

| 2 |

| 1 |

| 5 |

| 6 |

| 8 4C |

| 11 |

| 4 |

| 1 |

| 11 |

| 3 |

| 1 |

| 5 4C |

| 2 4C |

| 2 4C |

| 3 4C |

| 1 4C |

| 12 3B |

| 4 4C |

| 9 4C |

| 9 4C |

| 7 4C |

| 10 4A |

| 4 |

| 1 |

| 11 4C |

| 12 4C |

| 2 |

| 8 4C |

| 12 4C |

| 4 |

| 1 |

| 6 4B |

| 8 4B |

| 12 4C |

| 7 |

| 8 5B |

| 7 5B |

| 9 5B |

| 10 5B |

| 11 5B |

| 10 6A |

| 5 6B |

| 3 6A |

| 4 6B |

| 12 5B |

| 10 6A |

| 9 6B |

| 5 6C |

| 11 6C |

| Tweede klasse | Derde klasse | Vierde klasse | Vijfde klasse | Eerste klasse FVB | Noodcompetitie |

In elke staaf van de grafiek staat van boven naar beneden vermeld: 
- Eindnotering

Dit is de positie die de club heeft bereikt in de competitie, zonder eventuele beslissings-, play-off- of nacompetitiewedstrijden die nodig zijn geweest om bijvoorbeeld de kampioen van de competitie te bepalen.
Indien een * achter het getal staat is de notering een tussenstand en kan het zijn dat de notering niet overeenkomt met de uiteindelijke eindstand van de competitie.
Staat er een - dan is het seizoen nog bezig en is er geen definitieve uitslag bekend.
Staat er xx op de positie van de notering, dan heeft de club vroegtijdig de competitie verlaten. Dit kan onder andere komen door terugtrekking van het team, faillissement van de club of door een uitgedeelde straf van de KNVB. In veel gevallen staat elders in het artikel de reden vermeld.
Staat er een ? dan is het resultaat uit het verleden onbekend, en is alleen de competitie of het niveau bekend van dat seizoen.
In de seizoenen 2019/20 en 2020/21 werd wegens de coronacrisis het amateurvoetbal afgebroken. Daardoor kennen deze staven geen eindklassering (middels -- weergegeven).
- Competitieniveau en afdelingsletter of Officiële eindstand Eredivisie
  - Competitieniveau en afdelingsletter

Hierbij geeft het getal het niveau weer, dat ook terug te vinden is in de legenda. De letter is de afdelingsaanduiding en wordt gebruikt wanneer er meer afdelingen zijn op hetzelfde niveau. De afdelingsletter is altijd een hoofdletter en wordt meestal zonder nummer gebruikt.
Voorbeeld: 2F is niveau 2e klasse competitie F.
Het competitieniveau en nummer wordt niet vermeld wanneer er slechts één competitie van dit niveau was.
  - Officiële eindstand Eredivisie (getal staat tussen haakjes vermeld)

Sinds de introductie van play-offwedstrijden voor Europees voetbal na afloop van de reguliere competitie in 2005/06, is de KNVB verplicht een eindstand van de Eredivisie door te geven aan de UEFA aan de hand van deze play-offwedstrijden.
Bij deze eindstand staan clubs die zich hebben gekwalificeerd voor Europees voetbal hoger dan clubs die zich niet wisten te kwalificeren. Indien er geen verschil was tussen de eindnotering en de officiële eindstand, staat dit getal niet vermeld.

- Onderafdeling

Hier staat afgekort de naam van de onderafdeling indien de club in dat jaar in een onderafdeling uitkwam. Tevens staat deze afkorting in de legenda en wordt gelinkt naar het artikel over deze onderafdeling. Deze afkorting wordt alleen vermeld wanneer de club in het verleden in verschillende onderafdelingen heeft gespeeld. Deze vermelding is in de staaf altijd in kleine letters. Deze onderafdelingen zijn na het seizoen 1995/96 afgeschaft. Heeft de club in slechts één onderafdeling gespeeld, dan is dit alleen terug te vinden in de legenda.
Onder de staaf staat het jaartal vermeld waarin het seizoen is afgesloten. 15 verwijst naar het seizoen 2014/15 of eventueel het seizoen 1914/15.
Wanneer een staaf leeg is, zijn deze gegevens niet bekend. Het kan ook zijn dat de club dat seizoen niet heeft meegespeeld op het hogere amateurniveau, vroegtijdig de competitie heeft verlaten of uit de competitie is gezet.

In het seizoen 1944/45 was er wegens de Tweede Wereldoorlog geen regulier competitievoetbal.
N.B. Betreft resultaten standaardelftal zaterdag's.
In elke staaf van de grafiek staat van boven naar beneden vermeld: 
- Eindnotering

Dit is de positie die de club heeft bereikt in de competitie, zonder eventuele beslissings-, play-off- of nacompetitiewedstrijden die nodig zijn geweest om bijvoorbeeld de kampioen van de competitie te bepalen.
Indien een * achter het getal staat is de notering een tussenstand en kan het zijn dat de notering niet overeenkomt met de uiteindelijke eindstand van de competitie.
Staat er een - dan is het seizoen nog bezig en is er geen definitieve uitslag bekend.
Staat er xx op de positie van de notering, dan heeft de club vroegtijdig de competitie verlaten. Dit kan onder andere komen door terugtrekking van het team, faillissement van de club of door een uitgedeelde straf van de KNVB. In veel gevallen staat elders in het artikel de reden vermeld.
Staat er een ? dan is het resultaat uit het verleden onbekend, en is alleen de competitie of het niveau bekend van dat seizoen.
In de seizoenen 2019/20 en 2020/21 werd wegens de coronacrisis het amateurvoetbal afgebroken. Daardoor kennen deze staven geen eindklassering (middels -- weergegeven).
- Competitieniveau en afdelingsletter of Officiële eindstand Eredivisie
  - Competitieniveau en afdelingsletter

Hierbij geeft het getal het niveau weer, dat ook terug te vinden is in de legenda. De letter is de afdelingsaanduiding en wordt gebruikt wanneer er meer afdelingen zijn op hetzelfde niveau. De afdelingsletter is altijd een hoofdletter en wordt meestal zonder nummer gebruikt.
Voorbeeld: 2F is niveau 2e klasse competitie F.
Het competitieniveau en nummer wordt niet vermeld wanneer er slechts één competitie van dit niveau was.
  - Officiële eindstand Eredivisie (getal staat tussen haakjes vermeld)

Sinds de introductie van play-offwedstrijden voor Europees voetbal na afloop van de reguliere competitie in 2005/06, is de KNVB verplicht een eindstand van de Eredivisie door te geven aan de UEFA aan de hand van deze play-offwedstrijden.
Bij deze eindstand staan clubs die zich hebben gekwalificeerd voor Europees voetbal hoger dan clubs die zich niet wisten te kwalificeren. Indien er geen verschil was tussen de eindnotering en de officiële eindstand, staat dit getal niet vermeld.

- Onderafdeling

Hier staat afgekort de naam van de onderafdeling indien de club in dat jaar in een onderafdeling uitkwam. Tevens staat deze afkorting in de legenda en wordt gelinkt naar het artikel over deze onderafdeling. Deze afkorting wordt alleen vermeld wanneer de club in het verleden in verschillende onderafdelingen heeft gespeeld. Deze vermelding is in de staaf altijd in kleine letters. Deze onderafdelingen zijn na het seizoen 1995/96 afgeschaft. Heeft de club in slechts één onderafdeling gespeeld, dan is dit alleen terug te vinden in de legenda.
Onder de staaf staat het jaartal vermeld waarin het seizoen is afgesloten. 15 verwijst naar het seizoen 2014/15 of eventueel het seizoen 1914/15.
Wanneer een staaf leeg is, zijn deze gegevens niet bekend. Het kan ook zijn dat de club dat seizoen niet heeft meegespeeld op het hogere amateurniveau, vroegtijdig de competitie heeft verlaten of uit de competitie is gezet.

In het seizoen 1944/45 was er wegens de Tweede Wereldoorlog geen regulier competitievoetbal.